# Strużyna (województwo dolnośląskie)
Strużyna (do 1945 r. niem. Schönbrunn) – wieś w Polsce położona w województwie dolnośląskim, w powiecie strzelińskim, w gminie Przeworno.

## Podział administracyjny
W latach 1975–1998 miejscowość położona była w województwie wałbrzyskim.

## Zabytki
Do wojewódzkiego rejestru zabytków wpisany jest:
- zespół dworski (nr 34), z pierwszej ćwierci XVII w. do XIX w.:
  - dwór
  - park

## Szlaki turystyczne
droga Szklary-Samborowice (szlak zielony) – Jagielno – Krynka – Przeworno – Strużyna – Kaszówka – Jegłowa kop. – Gromnik – Skrzyżowanie nad Wąwozem Pogródki – Biały Kościół – Nieszkowice – Czerwieniec – Kowalskie – Żelowice – Piotrkówek – Ostra Góra – Niemcza – Gilów – Piława Dolna – Góra Parkowa – Bielawa – Kalenica – Nowa Ruda – Tłumaczów – Radków – Pasterka – Karłów – Skalne Grzyby – Batorów – Duszniki-Zdrój – Szczytna – Zamek Leśna – Polanica-Zdrój – Bystrzyca Kłodzka – Igliczna – Międzygórze – Przełęcz Puchacza
 Strużyna – Łojowice